# Орвелова правила
Орвелова правила о писању:
1. Не користи метафору, поређење или фразу које често срећеш у штампи.
2. Не користи дугачку реч ако можеш кратку.
3. Увек избаци сувишну реч.
4. Где може актив, не користи пасив.
5. Не користи жаргон, страни или научни израз ако постоји српска реч.
6. Не реци ништа непристојно, макар кршио ова правила.